# Kovács Miklós (építész)
Kovács Miklós (Győr, 1938.–) okleveles építészmérnök.

## Életrajza
Építészmérnöki oklevelének száma: 1895/1961. 2011-ben a Budapesti Műszaki és Gazdaságtudományi Egyetem Szenátusa aranydiploma adományozásával ismerte el értékes mérnöki tevékenységét.

## Szakmai tevékenysége
Egyetemi tanulmányait követően elvégezte a városrendezési szakmérnöki kurzust és 1961-től a 22. sz. ÁÉV-nél helyezkedett el. 1962-től a BVTV Városrendezési Iroda, majd 1972-től a Debreceni Tervező Vállalat  (DTV) Városrendezési Irodájának munkatársa. 1974-től Budapesti Fővárosi Tanács Városrendezési Főosztályán, 1975-től PTTV Városrendezési Osztályán dolgozott. 1986-tól az ARTUNION építész stúdiónál dolgozott, majd 1987-től visszatért a PTTV Városrendezési osztályára. Számos városrendezési és építészeti tervpályázaton ért el eredményt. Éveken át közreműködött a BME Városépítési Tanszékén óraadóként. 1994-től a PESTTERV Kft.-ben Pest megyei településrendezési tervek vezető tervezőjeként dolgozik, építészeti munkái mellett.

## Szakmai-, társadalmi elismerései
- A BMGE Szenátusának 2011.05.05-i aranydiploma-adományozó dokumentumának indokolása (ISSN 0866-305X)